# Thurø
Thurø ist eine dänische Insel in der „Dänischen Südsee“ südöstlich von Svendborg und östlich von Tåsinge. Die Insel bildet ein eigenes Kirchspiel (dän.: Sogn) Thurø Sogn und gehört seit der Kommunalreform 2007 zur Svendborg Kommune in der Region Syddanmark.
Bis 1970 gehörte sie zu Sunds Herred im Svendborg Amt, von 1970 bis 2006 zur Svendborg Kommune in Fyns Amt.
Die Insel hat eine Fläche von 7,53 km² und 3658 Einwohner (1. Januar 2023). Sie ist damit Dänemarks zweitdichtest bevölkerte Insel (nach Amager).
Bertolt Brecht und Helene Weigel wohnten während ihres Exils auf Thurø: Die Schriftstellerin Karin Michaëlis hatte für sie neben ihrem Haus in der Birkeallé ein Holzhaus errichten lassen. Auch Walter Benjamin war hier zu Gast.

## Verkehr
Seit dem 1. Februar 1934 ist die Insel durch eine Brückenverbindung nach Fyn erschlossen. Vorher bestand eine Fährverbindung mit der elektrischen Fähre Thurø.

## Mit der Insel verbundene Personen
- Jørgen Peder Hansen (* 1923 auf Thurø; † 1994), Politiker
- Jan Pytlick (* 1967 auf Thurø), Handballtrainer
- Christian Holst (* 1981), Fußballspieler, spielte in der Jugendmannschaft von Thurø
- Simon Pytlick (* 2000), Handballspieler